# Alfred Baudon
Pour les articles homonymes, voir Baudon.
 (avril 2018).
Alfred François Gaston Baudon, né le 20 juin 1875 à Paris et mort le 27 mai 1932 à Marseille, était un Administrateur des colonies première classe en Afrique-Équatoriale française. Fils de Gaston Aimé Egide Baudon et de Thérèse Philomène Brouillaud, il s'est marié le 6 octobre 1900 à Marseille avec Mary Rose Neuschwander.

## États de service
- Maître de port à Dakar (7 mars 1899)[1]
- Maître de port à Libreville au Gabon (4 décembre 1900 - 28 avril 1904)[1],[2]
- Adjoint des Affaires Indigènes de 2e classe à Brazzaville au Congo (14 juillet 1904 - 14 juillet 1905)[1],[3]

Commandant du vapeur "Albert Dolisie" (30 mars 1905 - 28 février 1906),
- Adjoint des Affaires Indigènes de 1re classe (14 juillet 1905 - 30 avril 1906)

Commissaire de police à Brazzaville (5 janvier 1906 - 28 février 1906)
Attaché au commissariat de l'Expédition Coloniale de Marseille section du Congo Français (15 avril 1906 - 15 octobre 1906)
- Administrateur Adjoint de 3e classe (30 avril 1906 - 1er janvier 1909)
- Administrateur adjoint de 2e classe (1er janvier 1909 - 31 décembre 1910)
- Administrateur adjoint de 1re classe (1er janvier 1911 - 31 décembre 1913)
- Administrateur de 3e classe (1er janvier 1914 - 31 décembre 1915)
- Administrateur de 2e classe (1er janvier 1916 - 31 décembre 1917)
- Administrateur de 1re classe (1er janvier 1918)[4],[5],[6]

Délégué technique de l’Afrique-Équatoriale française à l’Exposition coloniale de Marseille (1922).

## Distinctions
- 12 février 1925: Officier d'Académie (actuelles palmes académiques argent)
- 14 décembre 1928: Chevalier de l'Ordre de l'Étoile Noire (Dahomey/Bénin. actuel Ordre national du Mérite)[1]
- 21 janvier 1931: Officier de l'Instruction Publique (actuelles palmes académiques or)
- 4 avril 1929: membre correspondant de l’Académie des sciences d’outre-mer[1].
- 1906: Médaille d'or Exposition Coloniale de Marseille.